# Крумовград (община)
Крумовград (болг. Община Крумовград) — община в Болгарии. Входит в состав Кырджалийской области. Население общины 15 декабря 2008 года оценивалось в 20 908 человек, причём в крупнейшем населённом пункте общины — городе Крумовград, в это время проживало 5568 человек.
Административный центр — город Крумовград, расположен в 310 км к юго-востоку от Софии и в 46 км от областного центра — города Кырджали. Ближайший пограничный контрольно-пропускной пункт на автодороге — Капитан-Андреево — в 130 км от города, в 310 км к востоку ближайший морской порт и пограничный контрольно-пропускной пункт в Бургасе, ближайшая крупная железнодорожная станция и железнодорожный вокзал находятся в 32 км в Момчилграде, а самый ближайший пограничный контрольно-пропускной пункт — Маказа в 40 км от Крумовграда и 18 км от западной границы общины.
Площадь территории общины — 843,32 км², что составляет 26 % от территории Кырджалийской области и 0,75 % от всей площади страны.
Кмет (мэр) общины Крумовград — Себихан Керим Мехмед (Движение за права и свободы (ДПС)) по результатам выборов 2007 года.

## Состав общины
В состав общины входят следующие населённые пункты:
| - Аврен - Багрилци - Бараци - Благун - Бойник - Бряговец - Бук - Вранско - Голям-Девесил - Голяма-Чинка - Голямо-Каменяне - Горна-Кула - Горни-Юруци - Гривка - Гулийка - Гулия - Девесилица - Девесилово - Джанка - Доборско - Долна-Кула - Долни-Юруци - Дыждовник - Егрек - Едрино - Звынарка - Зиморница - Златолист - Калайджиево - Каменка - Кандилка - Качулка - Ковил - Кожухарци - Котлари - Красино - Крумовград - Кыклица - Лештарка - Лимец | - Луличка - Малка-Чинка - Малко-Каменяне - Малык-Девесил - Метлика - Морянци - Овчари - Орешари - Падало - Пашинци - Пелин - Перуника - Подрумче - Полковник-Желязово - Поточарка - Поточница - Раличево - Рибино - Рогач - Ручей - Самовила - Сбор - Синигер - Скалак - Сладкодум - Сливарка - Стари-Чал - Стражец - Странджево - Студен-Кладенец - Сырнак - Тинтява - Токачка - Тополка - Хисар - Храстово - Чал - Черничево - Чернооки |